# Sam Sicilia
Samuel Travis Sicilia, född 1 februari 1986 i Spokane, är en amerikansk MMA-utövare som tävlar i organisationen Bellator MMA. Sicilia tävlade 2012–2017 i Ultimate Fighting Championship.